# Toyota Wish
Toyota Wish – samochód kompaktowy MPV produkowany przez japońskiego producenta samochodów firmę Toyota od 2003 roku. 

## Pierwsza Generacja2003–2008

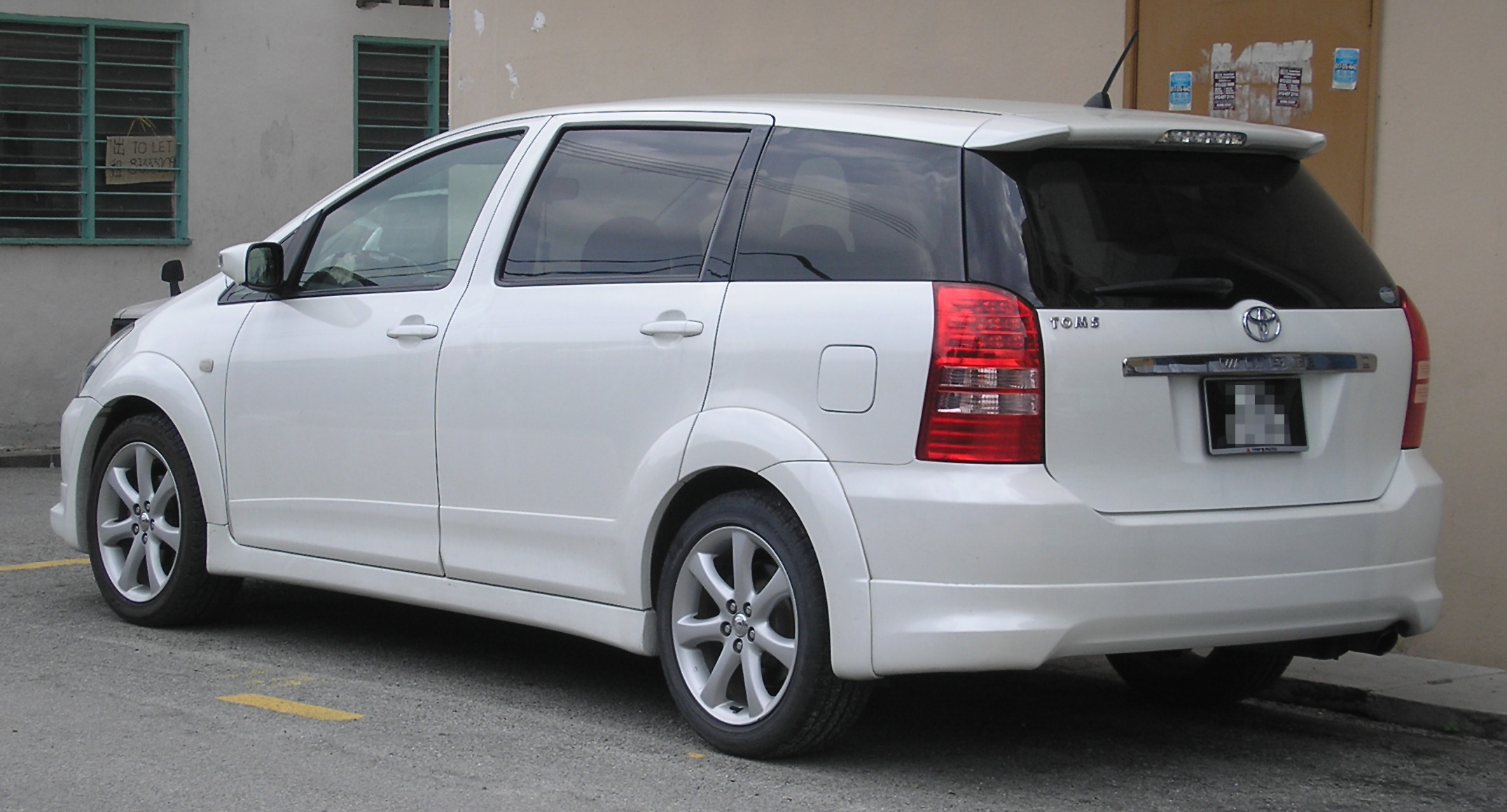
Toyota Wish – tył

### 2003
Wish został rozwinięty pod kodową nazwą "760N" przez zespół pod nadzorem inżyniera Takeshi Yoshida i został po raz pierwszy publicznie przedstawiony na Tokyo Motor Show w październiku 2002 roku. Wprowadzony do produkcji w Japonii 20 I 2003. Promocja modelu wsparta została przez japońską piosenkarkę Hikaru Utada. Reklamy telewizyjne były z podkładem piosenki Colors co wiąże się również z wydaniem tej piosenki na singlu. Samochód był reklamowany hasłem "Wish Comes True" (Marzenia się spełniają).
Dostępny jest w wersjach sześcio- i siedmio- siedzeniowych oraz wyposażony w silnik benzynowy o pojemności 1,8 lub 2,0 litry. W hierarchii Toyoty znajduje się między modelami Ipsum oraz Spacio.
Oprócz Japonii, Wish jest również montowany w Tajlandii (wyłącznie na rynek Tajlandii, Malezji i Singapuru) oraz na Tajwanie (na lokalny rynek), produkcję rozpoczęto w listopadzie 2004 roku.

## Druga generacja2009– nadal
Odświeżona wersja Toyota Wish, powstała na płycie podłogowej Avensisa, jest więc pokrewnym modelowi debiutującemu w Europie Toyota Verso. Wyposażono go podobnie jak poprzednią generację w silnik 1,8 l. o spalaniu (około 6,25 l/100 km) z ręczną lub sekwencyjną skrzynią biegów i napędem na przednie lub cztery koła. Opcjonalnie można zamówić silnik 2,0 z systemami DSM (Dynamic Sport Mode) i EDM (Eco Drive Mode).